# كلفن أتكينسون
كلفن أتكينسون (بالإنجليزية: Kelvin Atkinson)‏ هو سياسي أمريكي، ولد في 8 أبريل 1969 في شيكاغو في الولايات المتحدة. حزبياً، نشط في الحزب الديمقراطي. وقد انتخب عضو المجلس النيابي لولاية نيفادا.

## وصلات خارجية
- الموقع الرسمي